# Paul Rotha
Paul Rotha (Londra, 3 giugno 1907 – Wallingford, 7 marzo 1984) è stato un regista britannico.
Formatosi sui saggi di Dziga Vertov e di Vsevolod Pudovkin, di cui condivise in particolare le teorie del montaggio e della sceneggiatura, pubblicò alcuni volumi di storia cinematografica dove ribadiva la necessità di un cinema aderente alla realtà e socialmente utile.
Di fondamentale importanza è stato il suo lavoro di promotore e di teorico per lo sviluppo della scuola documentaristica inglese formatasi intorno a John Grierson.
Come regista ha diretto una cospicua serie di pregevoli cortometraggi e mediometraggi di notevole interesse sociale, animati spesso da una fresca vena poetica, oltre a film a soggetto.

## Opere
- The Film Till Now - Storia del cinema, del 1930; l'edizione italiana del 1965 è completata da un aggiornamento di Richard Griffith.
- No Resting Place - Vita nomade, del 1951 (film a soggetto)[1]
- Das Leben Adolf's Hitler - La vita di Adolf Hitler, realizzato in Germania nel 1962.